# In Spite of All the Danger
In Spite of All the Danger är en av de första låtar inspelade av The Quarrymen, då bestående av John Lennon, Paul McCartney, George Harrison, pianisten John Lowe och trummisen Colin Hanton. 
Låten är skriven av McCartney och Harrison, och är den enda låten som någonsin skrivits av bara de två tillsammans. Den spelades in 1958 på Percy Phillips hemmastudio i Liverpool. Det kostade dem 17 shilling och sex pence. Tillsammans med en cover av Buddy Holly's "That'll Be the Day" spelades in samtidigt.